# جودي تايلور
جودي لي تايلور (بالإنجليزية: Jodie Taylor)‏ (17 مايو 1986) هي لاعبة كرة قدم إنجليزية تلعب في مركز الهجوم، وتلعب لصالح نادي سياتل رين الأمريكي، ولصالح منتخب إنجلترا. حصلت على الحذاء الذهبي ببطولة أمم أوروبا للسيدات 2017 بتسجيلها 5 أهداف في 4 مباريات.

## مشوارها
لعبت جودي لعدة نوادي أمريكية وأسترالية. ثم عادت إلى إنجلترا سنة 2011، حيث وقعت عقدا مع برمنغهام سيتي، وبعدها انتقلت إعارة إلى نوتس كاونتي.
في 16 يناير 2015، وقعت مع بورتلاند ثورنز وسجلت فيه 3 أهداف في 7 مباريات. وفي 27 مارس 2016، انتقلت إلى آرسنال، وفي إحدى مبارياتها تعرضت لإصابة بليغة مما جعلها تغادر النادي، بعد أن لعبت لصالحه 17 مباريات مسجلة 10 أهداف. وحاليا تلعب جودي لصالح نادي سياتل رين الأمريكي بعد توقيعها معه في 2018.

## مع المنتخب
أول ظهور لجودي مع منتخب إنجلترا كان سنة 2014 ضد منتخب السويد في لقاء ودي انتهى بنتيجة 4–0. وسجلت أول هدف دولي لها ضد منتخب أمريكا يوم 14 فبراير 2015.
في كأس العالم لكرة القدم للسيدات 2015 تسببت تايلور في الحصول على مخالفة تم تحويلها إلى هدف ضد منتخب كندا مما أدى إلى صعود إنجلترا إلى الربع النهائي ومن ثم إلى نصف النهائي.
تم اختيار جودي لتشكيلة منتخب إنجلترا من أجل بطولة أمم أوروبا للسيدات 2017 وسجلت هاتريك ضد اسكتلندا لتصبح أول لاعبة إنجليزية تسجل هاتريك في بطولة دولية. كما سجلت ضد إسبانيا وفرنسا في ربع النهائي. أهدافها الخمسة جعلها هدافة البطولة.